# Ochyroceratidae
Ochyroceratidae zijn een familie van spinnen. De familie telt 10 beschreven geslachten en 131 soorten.

## Geslachten
- Dundocera Machado, 1951
- Euso Saaristo, 2001
- Fageicera Dumitrescu & Georgescu, 1992
- Lundacera Machado, 1951
- Ochyrocera Simon, 1892
- Ouette Saaristo, 1998
- Psiloochyrocera Baert, 2014
- Roche Saaristo, 1998
- Speocera Berland, 1914
- Theotima Simon, 1893

## Taxonomie
Voor een overzicht van de geslachten en soorten behorende tot de familie zie de lijst van Ochyroceratidae.